# Katastrofa lotnicza w Poznaniu (1952)
Katastrofa lotnicza w Poznaniu – wypadek lotniczy, który wydarzył się w Poznaniu 10 czerwca 1952 roku. Dokładna liczba jej ofiar nie jest znana; prawdopodobnie zginęło w niej trzech członków załogi i sześcioro cywilów (przechodniów oraz robotników pracujących w miejscu upadku samolotu), a kilkanaście osób odniosło rany. Ponieważ katastrofa wydarzyła się w okresie stalinowskim, wszelkie informacje o niej utajniono. Mimo że wypadek wydarzył się w centrum miasta, również później, po przemianach demokratycznych w 1989 roku, wydarzenie to przez długi czas było zapomniane; pierwszy artykuł o nim ukazał się dopiero w 2007 roku w lokalnej prasie.

## Przebieg katastrofy

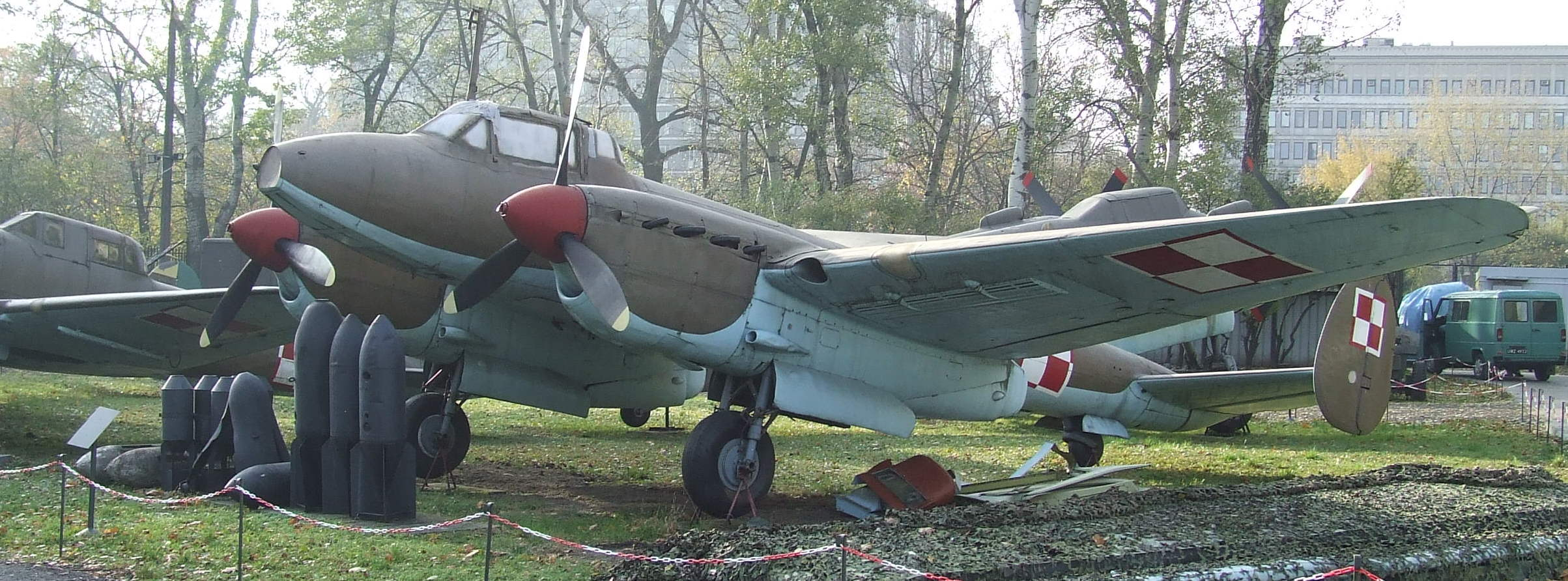
Samolot Pe-2FT w muzeum Wojska Polskiego w Warszawie

Dokładny przebieg katastrofy, jej przyczyny, a nawet liczba ofiar nie są znane, ponieważ wypadek został natychmiast objęty ścisłą tajemnicą.
W dniu 10 czerwca 1952 roku około godz. 8:30 samolot bombowy typu Pe-2FT, należący do stacjonującego na lotnisku na Ławicy 21. Pułku Lotnictwa Zwiadowczego w Poznaniu, prawdopodobnie wykonywał lot ćwiczebny nad miastem. Gdy samolot leciał od strony dzielnicy Starołęka w kierunku lotniska, załoga powiadomiła o problemach z prawym silnikiem; chwilę później awarii uległ też lewy silnik. Według relacji jednego ze świadków pilot chciał awaryjnie lądować na Łęgach Dębińskich nad Wartą – kiedy jednak zauważył tam dzieci grające w piłkę, poleciał dalej, prawdopodobnie chcąc wylądować na niezabudowanym terenie obok kościoła pw. Bożego Ciała przy ul. Krakowskiej. Pilot nie zdołał jednak już opanować samolotu, którego oba silniki były uszkodzone, i doszło do katastrofy.
Samolot zawadził o dach budynku Robotniczej Spółdzielni Pracy przy skrzyżowaniu i uderzył w skarpę przyczółka budowanego wtedy mostu Królowej Jadwigi. Siła uderzenia wyrzuciła go w górę, po czym maszyna uderzyła w słup trakcji tramwajowej i runęła na ulicę. Na skutek upadku eksplodowały paliwo i amunicja, pożar ogarnął też drzewa i uszkodził okoliczne domy.
Według relacji jednego ze świadków tuż przed upadkiem samolot zaczął strzelać w powietrze z broni pokładowej, aby ostrzec osoby znajdujące się na ziemi, dzięki czemu część robotników pracujących na skrzyżowaniu zdołała się ukryć – nie zostało to jednak potwierdzone przez innych świadków.
Katastrofa wydarzyła się w śródmieściu Poznania, na skrzyżowaniu ulic Droga Dębińska, Królowej Jadwigi (wtedy Marchlewskiego) oraz Garbary; jej dokładne miejsce jest jednak różnie podawane w nielicznych źródłach dotyczących wypadku. Według wydawnictwa Pamięci lotników wojskowych 1945–2003 z 2003 roku samolot spadł po południowej stronie tego skrzyżowania, w miejscu, gdzie obecnie znajduje się budynek Akademii Wychowania Fizycznego, natomiast według relacji świadków, cytowanych w książce Ściśle tajne Krzysztofa M. Kaźmierczaka, do wypadku doszło po drugiej (północnej) stronie tego skrzyżowania, niedaleko kościoła pw. Bożego Ciała, u zbiegu ulic Strzeleckiej i Krakowskiej (obecnie stoi tam blok mieszkalny).

## Ofiary katastrofy
Z powodu utajnienia katastrofy dokładna liczba ofiar nie jest pewna i różnie podawana w źródłach. Według poufnego biuletynu Komitetu Miejskiego PZPR, wydanego trzy dni po wypadku, zginęło dwóch wojskowych i pięcioro cywilów, a 15 osób zostało rannych. W książce Pamięci lotników wojskowych 1945–2003 jest mowa o ośmiu ofiarach śmiertelnych (trzech wojskowych i pięciorgu cywilów) i dziesięciu rannych. Według ustaleń dziennikarza Krzysztofa M. Kaźmierczaka w wypadku zginęło natomiast na pewno trzech członków załogi, trzech robotników pracujących przy układaniu linii telefonicznej i troje przypadkowych przechodniów; jeden ze świadków pamięta też nieustaloną z nazwiska siódmą ofiarę cywilną.
Rannych przewieziono do Szpitala Ubezpieczalni Społecznej przy ulicy Garbary (obecnie Wielkopolskie Centrum Onkologii) oraz do szpitala przy ulicy Szkolnej. Większość rannych stanowili pracownicy Miejskiego Przedsiębiorstwa Komunikacyjnego w Poznaniu, którzy pracowali wtedy przy budowie linii tramwajowej na Rataje, oraz Poznańskiego Przedsiębiorstwa Robót Telekomunikacyjnych (obecnie „Poztel”), którzy przy tej okazji rozbudowywali sieć telefoniczną.
W katastrofie zginęły następujące osoby:
- członkowie załogi samolotu

1. chorąży Zdzisław Lara – pilot (pochowany w Gidlach koło Radomska)
2. chorąży Stanisław Kuć – nawigator (przeżył moment upadku samolotu, lecz ciężko ranny zmarł w szpitalu po kilku godzinach)
3. Józef Bednarek – strzelec-radiotelegrafista

- pracownicy Poznańskiego Przedsiębiorstwa Robót Telekomunikacyjnych

1. Władysław Benedyczak
2. Feliks Broda
3. Józef Gruszczyński

- przypadkowi przechodnie

1. Władysław Bibrowicz – rzemieślnik, prowadzący własny zakład ślusarski
2. Ignacy Roliński – emeryt (poparzony płonącym paliwem, zmarł po czterech dniach od wypadku)
3. Jadwiga Lehr – wdowa

Dokładnej liczby i nazwisk kilkunastu rannych nie można już ustalić z powodu zniszczenia dokumentacji szpitalnej.

## Przyczyny katastrofy
Po wypadku powołano komisję Dowództwa Wojsk Lotniczych w celu wyjaśnienia jego przyczyn. Przewodniczącym 5-osobowej komisji był generał Iwan Turkiel, Rosjanin, który w latach 1950–1956 był również dowódcą wojsk lotniczych w Polsce. Oprócz niego w skład komisji weszło trzech radzieckich oficerów i jeden polski.
Badanie okoliczności katastrofy trwało jedynie trzy dni – komisja zakończyła działalność 13 czerwca. W orzeczeniu przyznano, że doszło do usterki technicznej (awarii prawego silnika na skutek rozszczelnienia tulei cylindrów), winą za katastrofę obarczono jednak pilota, który miał wpaść w panikę i nieprawidłowo podejść do awaryjnego lądowania.
Według wydawnictwa Pamięci lotników wojskowych 1945–2003 prawdopodobną przyczyną wypadku było wykonanie zakrętu przez pilota na zbyt małej wysokości.
Zdaniem badającego katastrofę dziennikarza Krzysztofa M. Kaźmierczaka rzeczywistą przyczyną katastrofy był nie błąd pilota, lecz zły stan techniczny radzieckiego bombowca. K. Kaźmierczak podkreśla, że według relacji świadków oba silniki (nie tylko prawy) nie działały (samolot leciał bezgłośnie) oraz że rok wcześniej, 16 stycznia 1951 roku, na skutek awarii silnika doszło również do wypadku z udziałem Pe-2FT z Poznania, w którym też zginęła cała załoga; wreszcie wskazuje na rozkaz nr 0157 Dowództwa Wojsk Lotniczych, wydany 14 czerwca 1952 roku, cztery dni po wypadku i jeden dzień po zakończeniu prac komisji badającej jego przyczyny, w którym generał Turkiel nakazał sprawdzenie silników wszystkich samolotów Pe-2FT pod kątem hermetyczności górnego uszczelnienia tulei cylindrów. W wyniku sprawdzenia zdemontowano sześć silników, cztery naprawiono bez zdejmowania z maszyn, a siedem bloków silnikowych wymieniono. W opinii K. Kaźmierczaka wskazuje to na powtarzającą się wadę techniczną. Zdaniem tegoż autora w momencie katastrofy samoloty Pe-2FT były za bardzo eksploatowane i latały przeciążone, między innymi z powodu montowania dodatkowego opancerzenia na spodzie kadłuba, co powodowało awarie silników. Z powodu tej dużej awaryjności polscy lotnicy bali się nimi latać.

## Utajnienie katastrofy

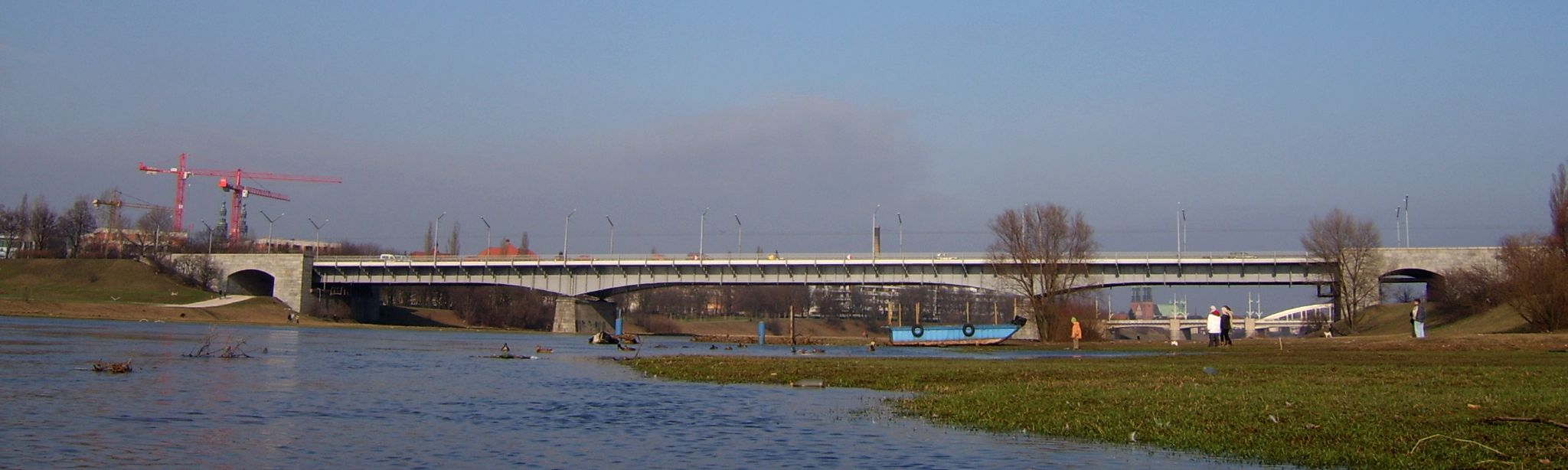
Most Królowej Jadwigi w Poznaniu, niedaleko którego wydarzyła się katastrofa

Natychmiast po upadku samolotu miejsce katastrofy otoczono kordonem milicyjnym, starając się nie dopuścić do niego osób postronnych (mimo to wielu osobom udało się przedostać na miejsce, a niektórzy, zwłaszcza młodzi chłopcy, zabierali na pamiątkę fragmenty kadłuba i wyposażenia samolotu). Udaremniono próby sfotografowania miejsca wypadku przez Jerzego Stasiaka, studenta Wyższej Szkoły Inżynierskiej w Poznaniu, odbierając mu aparat fotograficzny. O wypadku nie poinformowano w prasie ani w radiu, wiadomości o nim nie podała też rozgłośnia polska Radia Wolna Europa, która zaczęła nadawać swój pogram miesiąc wcześniej. Doniesienie o katastrofie pojawiło się jedynie w poufnym biuletynie Komitetu Miejskiego PZPR, przeznaczonym dla lokalnego kierownictwa partii komunistycznej. Członkowie rodzin ofiar wypadku i jego przypadkowi świadkowie byli zastraszani przez funkcjonariuszy Urzędu Bezpieczeństwa i nakłaniani, aby nie poruszali sprawy wypadku w prywatnych rozmowach. Utajnienie to było spowodowane ogólnymi tendencjami lat stalinowskich (wszelkie katastrofy i wypadki stawały w sprzeczności do obrazu, jaki kreowała wtedy oficjalna propaganda), a także związane było z faktem, że samolot, który uległ wypadkowi, został wyprodukowany w Związku Radzieckim, przedstawianym jako przodująca siła postępu, także w nauce i technice. Również po nastaniu odwilży w 1956 roku cenzura nie dopuszczała do publikacji jakichkolwiek materiałów związanych z katastrofą.

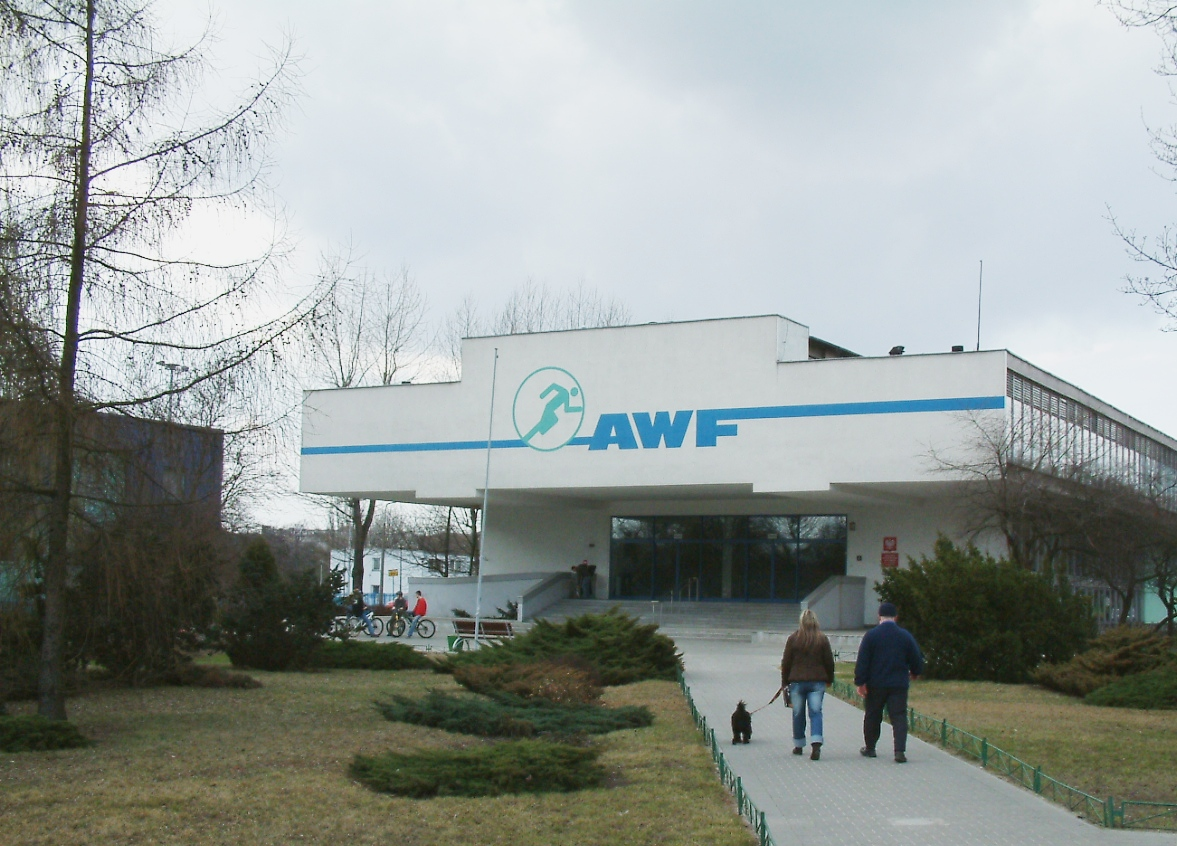
Budynek Akademii Wychowania Fizycznego. Według jednego ze źródeł gmach AWF (wybudowany w 1973) stoi w miejscu, w którym w 1952 spadł samolot

Wszystko to spowodowało, że fakt upadku samolotu w samym centrum Poznania, na skutek którego 9 osób zginęło, a kilkanaście odniosło rany, został wyparty ze zbiorowej pamięci mieszkańców miasta. Wydarzenie to pozostawało nieznane również po transformacji ustrojowej w 1989 roku. Pierwsza wzmianka o nim w nieutajnionych źródłach pojawiła się dopiero w specjalistycznej publikacji Pamięci lotników wojskowych 1945–2003, wydanej w 2003 roku. W 2007 roku sprawę zbadał dziennikarz Krzysztof M. Kaźmierczak, który w czerwcu tegoż roku opublikował na ten temat artykuł w dzienniku „Głos Wielkopolski”, a później, w 2009 roku, opisał ją szczegółowo w jednym z rozdziałów swojej książki Ściśle tajne – nieznane fakty z historii Wielkopolski 1945–1989. Na skutek publikacji artykułu, w październiku 2007 roku postępowanie wszczął też Instytut Pamięci Narodowej w sprawie fałszowania dokumentacji dotyczącej wypadku przez funkcjonariuszy organów bezpieczeństwa w celu zatajenia jego przebiegu i prawdziwych przyczyn.
10 czerwca 2008 roku, w 56. rocznicę katastrofy, w miejscu upadku samolotu odsłonięto pomnik w formie głazu autorstwa Romana Kosmali. Na głazie umieszczono fragment poszycia rozbitego bombowca, znaleziony przez jednego ze świadków w 1952 roku i przechowany od tamtego czasu.